# ノヴェチェント美術館 (ミラノ)
ノヴェチェント美術館（ノヴェチェントびじゅつかん、イタリア語: Museo del Novecento）はイタリアのミラノにある美術館。市内中心部の大聖堂広場近くのアレンガーリオ宮殿内にある。近代美術館、20世紀美術館と訳される場合もある。1998年に閉館した旧市立現代美術館 (CIMAC) のコレクションを引き継いでいる。
2010年12月に開館。20世紀のイタリア作品を中心に約400点の作品が展示されている。

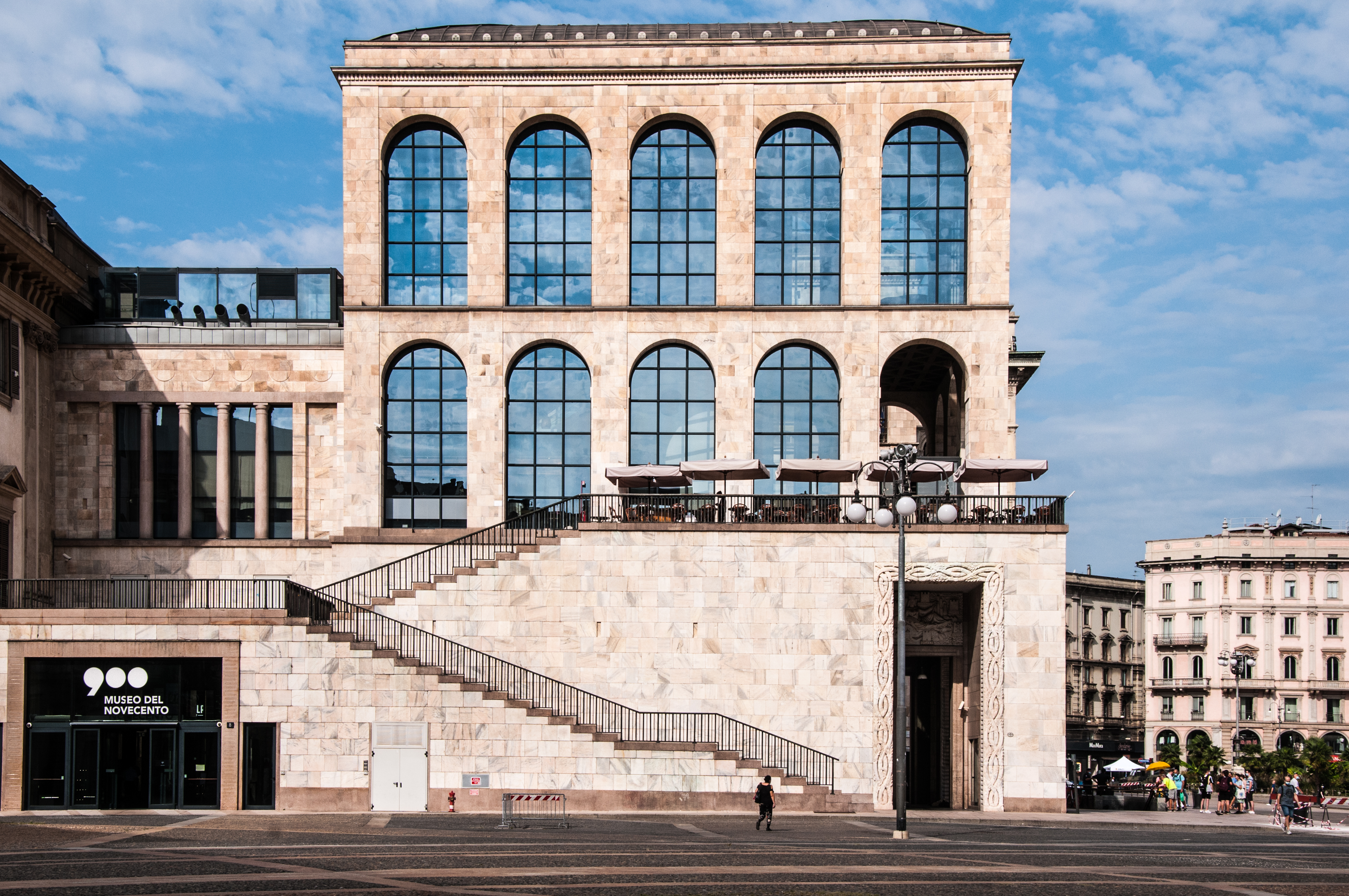
アレンガーリオ宮殿

## 主な収蔵品
ブラック、カンディンスキー、クレー、レジェ、マティス、モンドリアン、ピカソなどの他国の芸術家の作品を展示する一室を除けば、美術館に展示されている作品の大部分はイタリアの芸術家による作品で占められている。主要なセクションはイタリア未来派の展示に使用され、ジャコモ・バッラ、ウンベルト・ボッチョーニ、カルロ・カッラ、フォルトゥナート・デペロ、ルイージ・ルッソロ、ジーノ・セヴェリーニ、マリオ・シローニ、アルデンゴ・ソフィッチの作品が展示されている。またジュゼッペ・ペリッツァ・ダ・ヴォルペードの横5 mを越える大作『第4階級』(Il Quarto Stato, 1902) は、2022年まで独立して部屋に展示されていた 。
他のセクションは、ジョルジョ・デ・キリコ、ルーチョ・フォンタナ、ジョルジョ・モランディなど個々のアーティストの作品がある。 抽象主義、アルテ・ポーヴェラ、近代イタリア芸術、ポスト印象派、写実主義などの20世紀の芸術運動や、風景画や記念碑的な芸術などのジャンルに特化したセクションもある。ピエロ・マンゾーニの最も重要な作品である『芸術家の糞』も収蔵・展示している。
彫刻は、イタリア近代彫刻の3つのMと呼ばれたマリノ・マリーニ、アルトゥーロ・マルティーニ、ジャコモ・マンズーの作品が充実している。
2015年、ダニエル・ビュラン、ジョセフ・コスース、ロイ・リキテンスタイン、ロバート・ラウシェンバーグ、フランク・ステラ、アンディ・ウォーホルなどの現代美術作品の個人コレクター、ビアンカ・ベルトリーニ氏とマリオ・ベルトリーニ氏から多額の寄贈を受け、コレクションを充実させた。

## 館内施設等
書店および最上階にはドゥオモ広場を見渡すレストランバーがある。ミラノ大聖堂を望む優れたビューポイントとしても知られている。

## ギャラリー

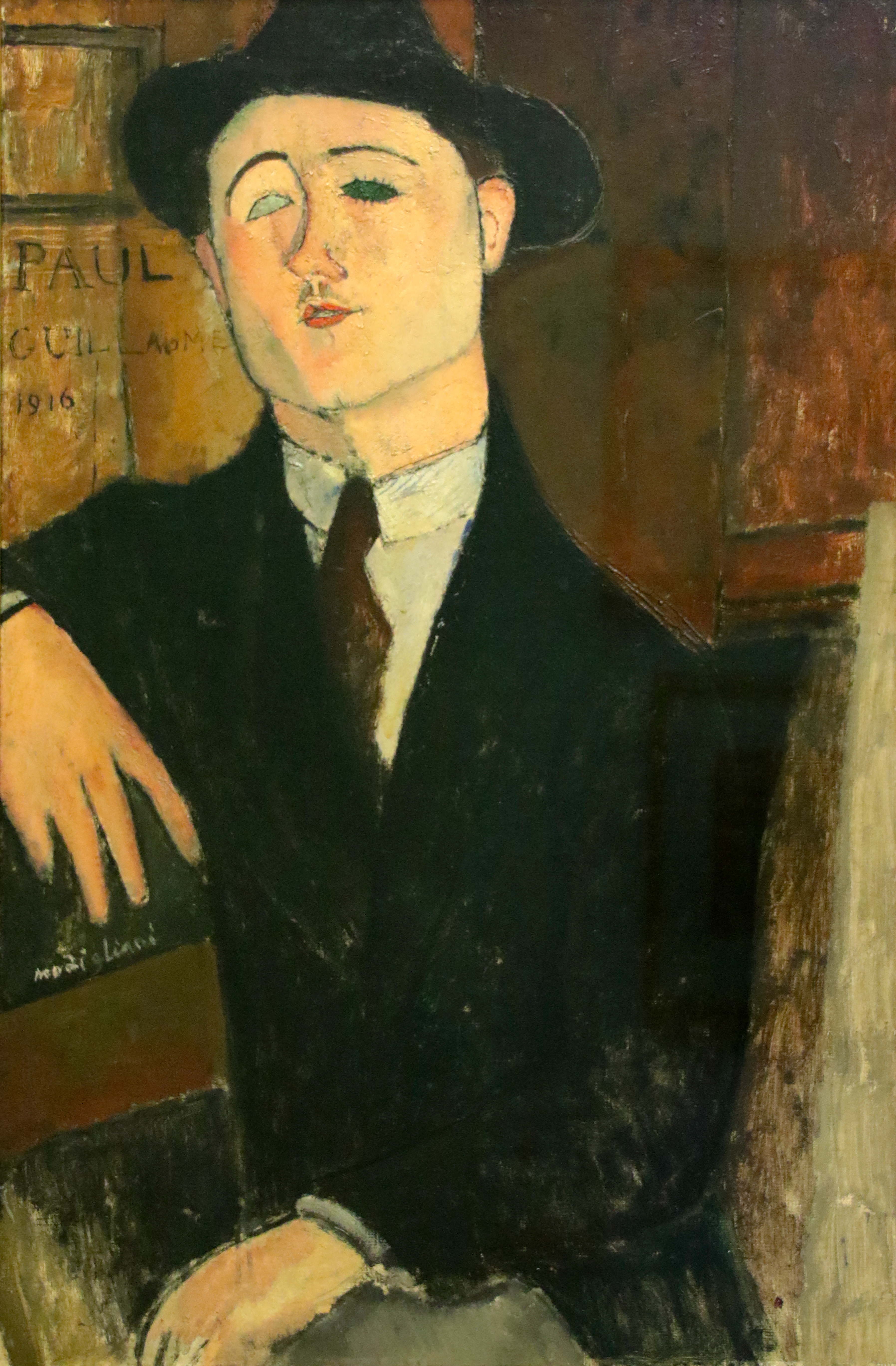
『ポール・ギョームの肖像』アメデオ・モディリアーニ、1916年
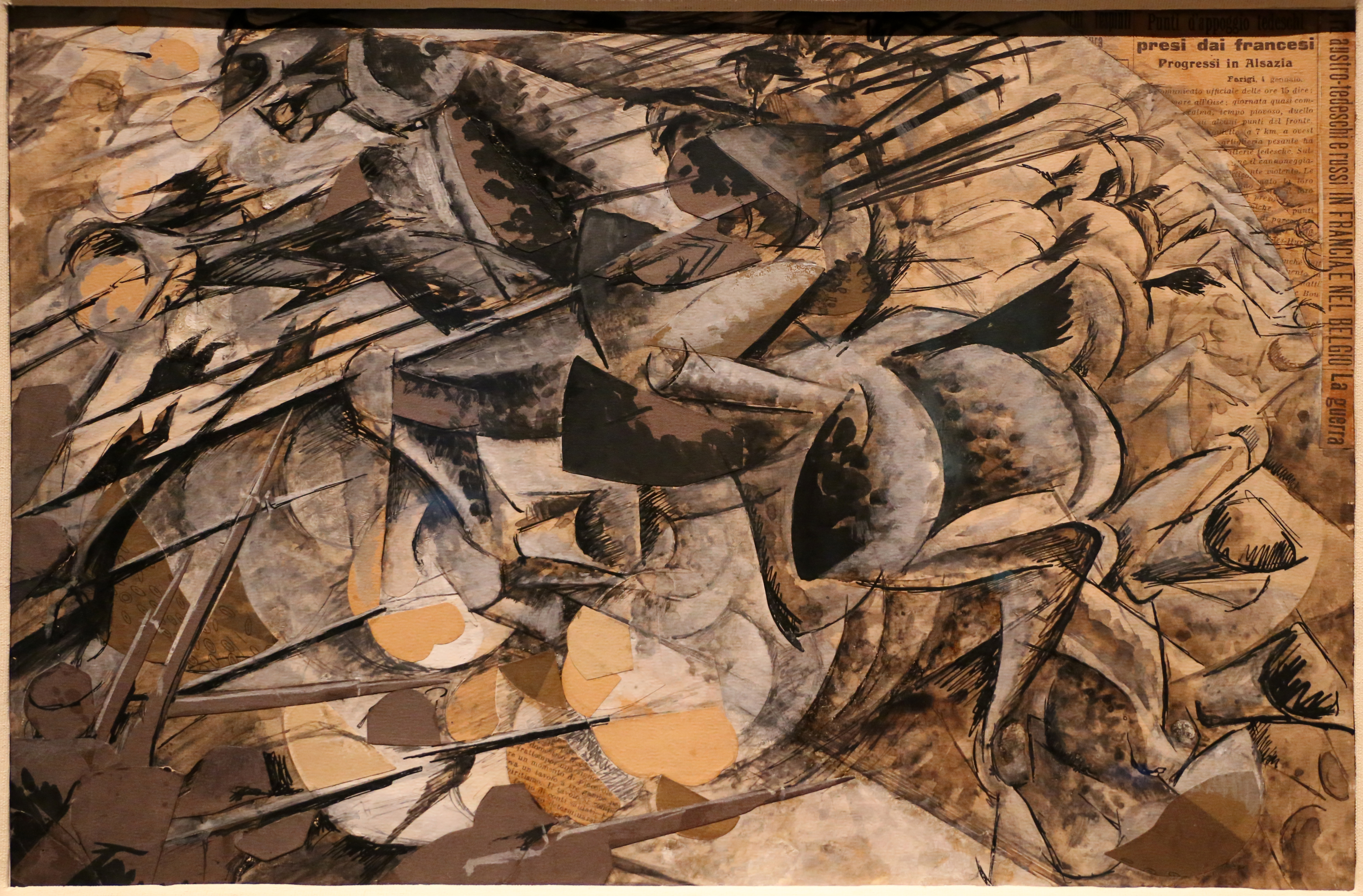
『ランサーズの攻撃』ウンベルト・ボッチョーニ、1916年
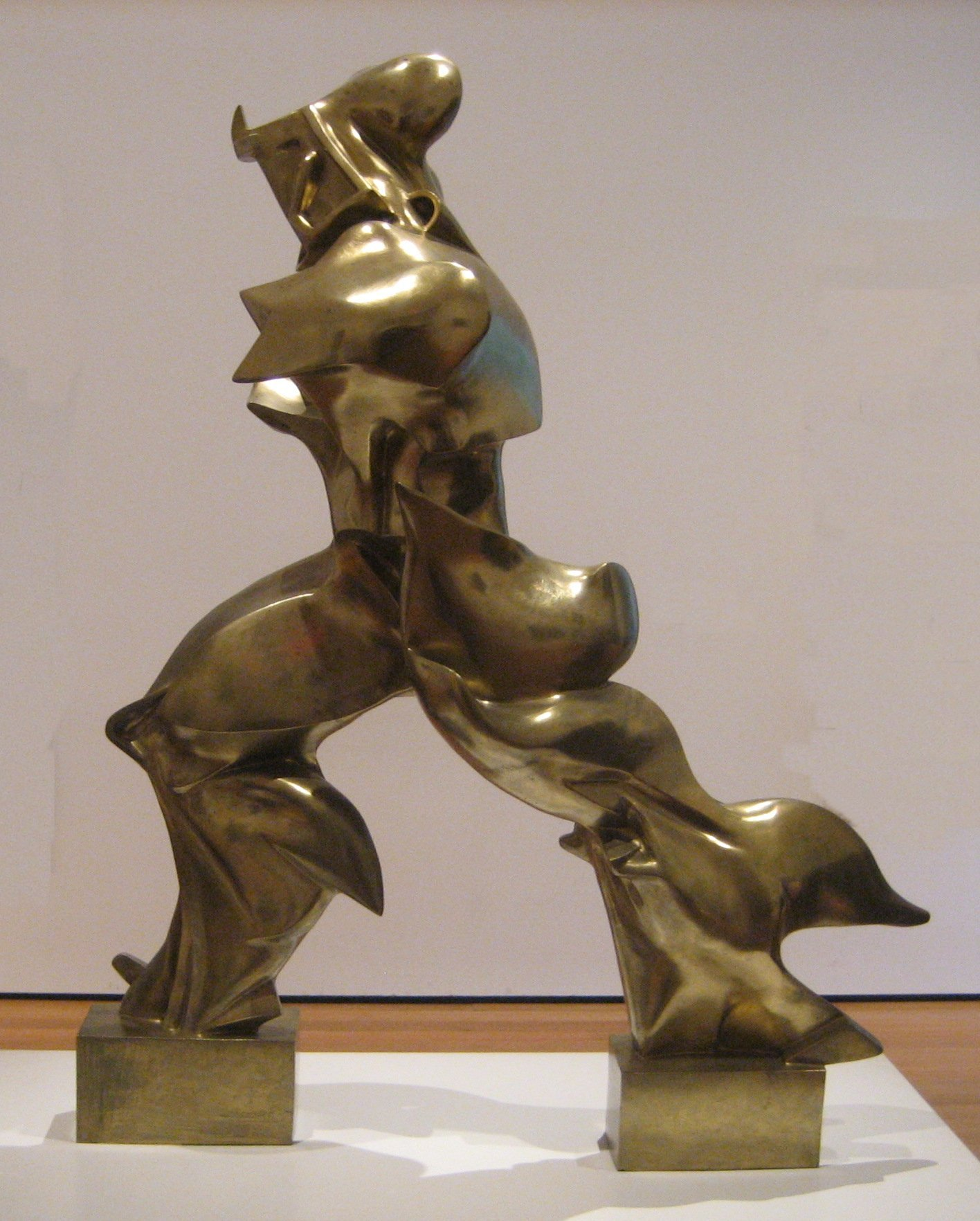
『空間における連続性の唯一の形態』ウンベルト・ボッチョーニ、1913年
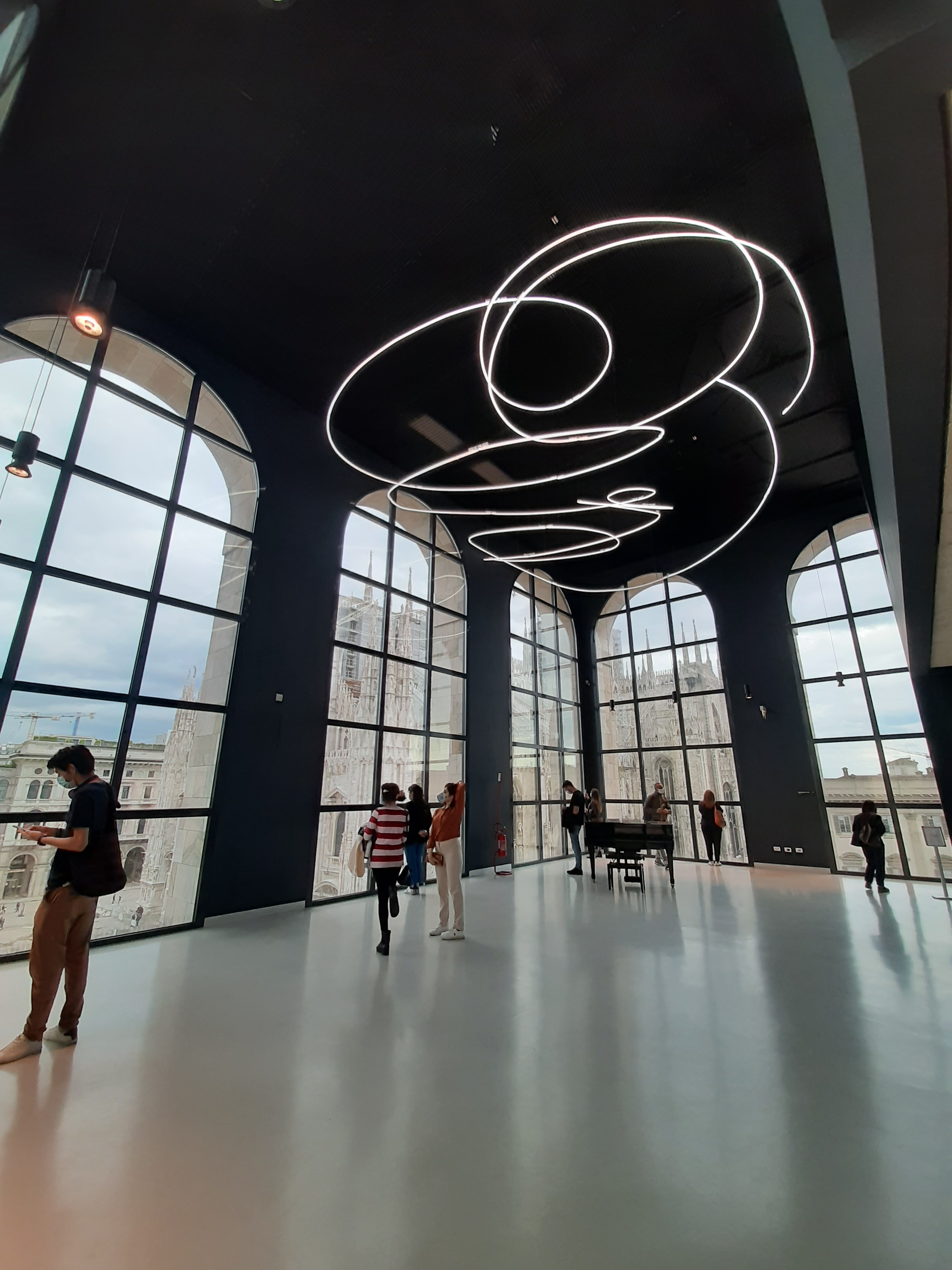
『ネオン構造』ルーチョ・フォンタナ、1951年

## 関連文献
- Museo del Novecento: The collection, 2010, aavv. (イタリア語版)